# Sdružení historiků České republiky
Sdružení historiků ČR (Historický klub 1872), zkráceně (SHČR), je česká nevládní nezisková organizace, která v letech 1990–1997 nesla název Historický klub - Sdružení českých, moravských a slezských historiků. Jako vědecký spolek sdružuje profesionální historiky, učitele dějepisu, studenty historických oborů i zájemce o tento obor.
Spolek navazuje svou činností na Historický klub založený v roce 1872. Základními cíli spolku jsou rozvoj a popularizace historických věd či spolupráce s domácími i zahraničními odbornými pracovišti. Sdružení je členem Rady vědeckých společností České republiky.
Vydává vlastní Zpravodaj Historického klubu a podílí se na redakci česko-polského periodika Historia Slavorum Occidentis.
Vedle další činnosti také oceňuje přínosné práce mladých historiků, a to např. prostřednictvím Ceny Josefa Šusty a Ceny Josefa Pekaře. 